# Cernay-lès-Reims
Cernay-lès-Reims ist eine französische Gemeinde mit 1.566 Einwohnern (Stand: 1. Januar 2022) im Département Marne in der Region Grand Est (vor 2016: Champagne-Ardenne). Die Gemeinde gehört zum Arrondissement Reims und zum Kanton Reims-8. Die Einwohner werden Sarnaisiens genannt.

## Geographie
Cernay-lès-Reims liegt etwa fünf Kilometer östlich des Stadtzentrums von Reims. Umgeben wird Cernay-lès-Reims von den Nachbargemeinden Witry-lès-Reims im Norden, Berru im Osten und Nordosten, Nogent-l’Abbesse im Osten und Südosten, Puisieulx im Süden und Südosten, Saint-Léonard im Süden sowie Reims im Westen.
Die Autoroute A34 führt durch die Gemeinde.

## Geschichte und Bevölkerungsentwicklung
Urkunden der Karolinger von 750, 768 und 769 werden dem Ort Cernay (Yvelines) zugeschrieben, Urkunden von 1144 und 1320 dem Ort Cernay (Haut-Rhin). Eine Urkunde von 1103 über "Sarnacum" wird mit Cernay (Marne) gleichgesetzt. 
| Jahr                       | 1962 | 1968 | 1975 | 1982 | 1990 | 1999 | 2006 | 2018 |
| Einwohner                  | 684  | 947  | 1002 | 1160 | 1152 | 1210 | 1307 | 1431 |
| Quellen: Cassini und INSEE |      |      |      |      |      |      |      |      |

## Sehenswürdigkeiten
- Kirche Saint-Martin aus dem 12./13. Jahrhundert, im Ersten Weltkrieg weitgehend zerstört, 1957 wieder errichtet

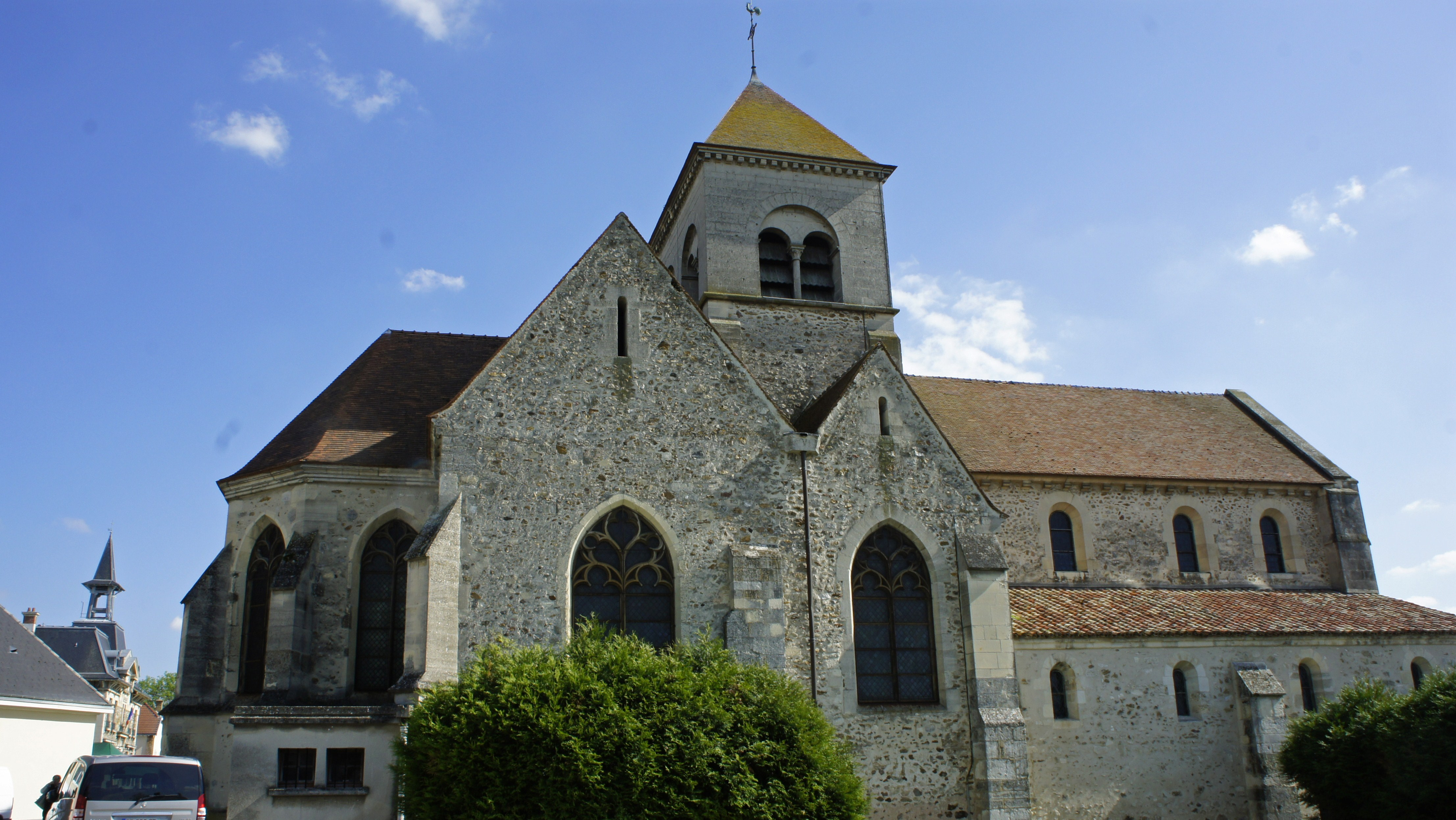
Kirche Saint-Martin

- Rathaus von 1881

## Gemeindepartnerschaft
Seit 1981 besteht eine Partnerschaft mit der deutschen Ortschaft Gauangelloch (Ortsteil der Stadt Leimen in Baden-Württemberg).